# Ringer-Weltmeisterschaften 2015
Die Ringer-Weltmeisterschaften 2015 fanden in der Zeit vom 7. bis zum 13. September 2015 in der Orleans Arena in Paradise statt.
Am 20. Februar 2013 gab der US-Verband USA Wrestling Las Vegas als Ausrichter der Weltmeisterschaften bekannt. Las Vegas setzte sich gegen die Mitbewerber Teheran, Neu-Delhi, Panama-Stadt und Sotschi durch. Die WM war das erste Qualifikationsturnier für die Olympischen Spiele 2016 in Rio de Janeiro.

## Deutsche Mannschaft

### Männer

#### Griechisch-römischer Stil
- Deniz Menekse (SV Germania Weingarten) (59 kg)
- Frank Stäbler  (ASV Nendingen) (66 kg)
- Matthias Maasch (SV Wacker Burghausen) (71 kg)
- Pascal Eisele (SV 1952 Fahrenbach) (75 kg)
- Florian Neumaier (ASV Nendingen) (80 kg)
- Ramsin Azizsir (SV Germania Weingarten) (85 kg)
- Peter Öhler (ASV Nendingen) (98 kg)
- Eduard Popp (VfL Neckargartach) (130 kg)

#### Freistil
- Marcel Ewald (KSV Ispringen 1906) (57 kg)
- Samet Dülger (ASV Nendingen) (65 kg)
- Martin Obst (SV Luftfahrt Ringen) (74 kg)
- William Harth (SV Germania Weingarten) (86 kg)
- Stefan Kehrer (KSV Aalen) (97 kg)
- Nick Matuhin (1. Luckenwalder SC) (120 kg)

### Frauen

#### Freistil
- Jaqueline Schellin (TV Mühlacker) (48 kg)
- Nina Hemmer (AC Ückerath) (53 kg)
- Luisa Niemesch (SV Germania Weingarten) (58 kg)
- Nadine Weinauge  (KSK Furtwangen) (63 kg)
- Aline Focken  (KSV Germania Krefeld) (69 kg)
- Francy Rädelt (75 kg)

## Medaillenspiegel
| Rang  | Land                | Gold | Silber | Bronze | Gesamt |
| ----- | ------------------- | ---- | ------ | ------ | ------ |
| 1     | Russland            | 4    | 2      | 8      | 14     |
| 2     | Vereinigte Staaten  | 4    | 0      | 3      | 7      |
| 3     | Türkei              | 3    | 1      | 2      | 6      |
| 4     | Japan               | 3    | 1      | 1      | 5      |
| 5     | Aserbaidschan       | 2    | 3      | 3      | 8      |
| 6     | Ukraine             | 2    | 1      | 6      | 9      |
| 7     | Mongolei            | 1    | 3      | 1      | 5      |
| 8     | Kuba                | 1    | 1      | 0      | 2      |
| 9     | Georgien            | 1    | 0      | 3      | 4      |
| 10    | Deutschland         | 1    | 0      | 1      | 2      |
| 11    | Armenien            | 1    | 0      | 0      | 1      |
| 11    | Italien             | 1    | 0      | 0      | 1      |
| 13    | Iran                | 0    | 3      | 5      | 8      |
| 14    | Volksrepublik China | 0    | 2      | 0      | 2      |
| 14    | Usbekistan          | 0    | 2      | 0      | 2      |
| 16    | Belarus             | 0    | 1      | 1      | 2      |
| 16    | Schweden            | 0    | 1      | 1      | 2      |
| 16    | Südkorea            | 0    | 1      | 1      | 2      |
| 19    | Dänemark            | 0    | 1      | 0      | 1      |
| 19    | Finnland            | 0    | 1      | 0      | 1      |
| 19    | Nordkorea           | 0    | 1      | 0      | 1      |
| 22    | Bulgarien           | 0    | 0      | 4      | 4      |
| 23    | Kasachstan          | 0    | 0      | 2      | 2      |
| 24    | Kanada              | 0    | 0      | 1      | 1      |
| 24    | Estland             | 0    | 0      | 1      | 1      |
| 24    | Niederlande         | 0    | 0      | 1      | 1      |
| 24    | Nigeria             | 0    | 0      | 1      | 1      |
| 24    | Serbien             | 0    | 0      | 1      | 1      |
| Total | Total               | 24   | 24     | 48     | 96     |

## Männer

### Griechisch-römischer Stil
| Event  | Gold                         | Silber                         | Bronze                        |
| ------ | ---------------------------- | ------------------------------ | ----------------------------- |
| 59 kg  | Ismael Borrero Molina Kuba   | Rovshan Bayramov Aserbaidschan | Yun Won-chol Nordkorea        |
| 59 kg  | Ismael Borrero Molina Kuba   | Rovshan Bayramov Aserbaidschan | Almat Kebispajew Kasachstan   |
| 66 kg  | Frank Stäbler Deutschland    | Ryu Han-su Südkorea            | Davor Štefanek Serbien        |
| 66 kg  | Frank Stäbler Deutschland    | Ryu Han-su Südkorea            | Artem Surkow Russland         |
| 71 kg  | Rasul Chunayev Aserbaidschan | Armen Wardanjan Ukraine        | Adam Kurak Russland           |
| 71 kg  | Rasul Chunayev Aserbaidschan | Armen Wardanjan Ukraine        | Zakarias Tallroth Schweden    |
| 75 kg  | Roman Wlassow Russland       | Mark Madsen Dänemark           | Andy Bisek Vereinigte Staaten |
| 75 kg  | Roman Wlassow Russland       | Mark Madsen Dänemark           | Dosschan Kartikow Kasachstan  |
| 80 kg  | Selçuk Çebi Türkei           | Viktor Sasunovski Belarus      | Yousef Ghaderian Iran         |
| 80 kg  | Selçuk Çebi Türkei           | Viktor Sasunovski Belarus      | Lascha Gobadse Georgien       |
| 85 kg  | Schan Belenjuk Ukraine       | Rustam Assakalov Usbekistan    | Habibollah Akhlaghi Iran      |
| 85 kg  | Schan Belenjuk Ukraine       | Rustam Assakalov Usbekistan    | Saman Tahmasebi Aserbaidschan |
| 98 kg  | Artur Aleksanjan Armenien    | Ghasem Rezaei Iran             | Islam Magomedow Russland      |
| 98 kg  | Artur Aleksanjan Armenien    | Ghasem Rezaei Iran             | Dimitrij Timtschenko Ukraine  |
| 130 kg | Rıza Kayaalp Türkei          | Mijaín López Kuba              | Biljal Machow Russland        |
| 130 kg | Rıza Kayaalp Türkei          | Mijaín López Kuba              | Oleksandr Chernetskyi Ukraine |

### Freistil
| Event  | Gold                                 | Silber                                | Bronze                                  |
| ------ | ------------------------------------ | ------------------------------------- | --------------------------------------- |
| 57 kg  | Wladimer Chintschegaschwili Georgien | Hassan Rahimi Iran                    | Bechbayar Erdenebat Mongolei            |
| 57 kg  | Wladimer Chintschegaschwili Georgien | Hassan Rahimi Iran                    | Wiktor Lebedew Russland                 |
| 61 kg  | Hacı Əliyev Aserbaidschan            | Batboldyn Nomin Mongolei              | Wladimir Dubow Bulgarien                |
| 61 kg  | Hacı Əliyev Aserbaidschan            | Batboldyn Nomin Mongolei              | Vasyl Shuptar Ukraine                   |
| 65 kg  | Frank Chamizo Marquez Italien        | Ikhtiyor Nawrusow Usbekistan          | Soslan Ramonow Russland                 |
| 65 kg  | Frank Chamizo Marquez Italien        | Ikhtiyor Nawrusow Usbekistan          | Ahmad Mohammadi Iran                    |
| 70 kg  | Magomedrasul Gazimagomedow Russland  | Hassan Yazdani Iran                   | Yakup Gör Türkei                        |
| 70 kg  | Magomedrasul Gazimagomedow Russland  | Hassan Yazdani Iran                   | James Green (Ringer) Vereinigte Staaten |
| 74 kg  | Jordan Burroughs Vereinigte Staaten  | Unurbat Purevjav Mongolei             | Narasingh Pancham Yadav Iran            |
| 74 kg  | Jordan Burroughs Vereinigte Staaten  | Unurbat Purevjav Mongolei             | Aniuar Gedujew Russland                 |
| 86 kg  | Abdulraschid Sadulajew Russland      | Selim Yaşar Türkei                    | Sandro Aminaschwili Georgien            |
| 86 kg  | Abdulraschid Sadulajew Russland      | Selim Yaşar Türkei                    | Alireza Karimi Iran                     |
| 97 kg  | Kyle Snyder Vereinigte Staaten       | Abdussalam Gadissow Russland          | Khetag Gazyumov Aserbaidschan           |
| 97 kg  | Kyle Snyder Vereinigte Staaten       | Abdussalam Gadissow Russland          | Pawlo Oleinik Ukraine                   |
| 125 kg | Taha Akgül Türkei                    | Dschamaladdin Magomedow Aserbaidschan | Biljal Machow Russland                  |
| 125 kg | Taha Akgül Türkei                    | Dschamaladdin Magomedow Aserbaidschan | Geno Petriaschwili Georgien             |

## Frauen

### Freistil
| Event | Gold                                | Silber                           | Bronze                           |
| ----- | ----------------------------------- | -------------------------------- | -------------------------------- |
| 48 kg | Eri Tosaka Japan                    | Mariya Stadnik Aserbaidschan     | Jessica Blaszka Niederlande      |
| 48 kg | Eri Tosaka Japan                    | Mariya Stadnik Aserbaidschan     | Geneviève Morrison Kanada        |
| 53 kg | Saori Yoshida Japan                 | Sofia Mattsson Schweden          | Jong Myong-suk Nordkorea         |
| 53 kg | Saori Yoshida Japan                 | Sofia Mattsson Schweden          | Odunayo Adekuoroye Nigeria       |
| 55 kg | Helen Maroulis Vereinigte Staaten   | Irina Ologonowa Russland         | Ewelina Nikolowa Bulgarien       |
| 55 kg | Helen Maroulis Vereinigte Staaten   | Irina Ologonowa Russland         | Tetjana Kit Ukraine              |
| 58 kg | Kaori Icho Japan                    | Petra Olli Finnland              | Elif Jale Yeşilırmak Türkei      |
| 58 kg | Kaori Icho Japan                    | Petra Olli Finnland              | Julija Ratkewitsch Aserbaidschan |
| 60 kg | Oksana Herhel Ukraine               | Sükheegiin Tserenchimed Mongolei | Dzhanan Manolova Bulgarien       |
| 60 kg | Oksana Herhel Ukraine               | Sükheegiin Tserenchimed Mongolei | Leigh Jaynes Vereinigte Staaten  |
| 63 kg | Sorondsonboldyn Battsetseg Mongolei | Risako Kawai Japan               | Julija Tkatsch Ukraine           |
| 63 kg | Sorondsonboldyn Battsetseg Mongolei | Risako Kawai Japan               | Tajbe Jusein Bulgarien           |
| 69 kg | Natalja Worobjowa Russland          | Zhou Feng Volksrepublik China    | Sara Doshō Japan                 |
| 69 kg | Natalja Worobjowa Russland          | Zhou Feng Volksrepublik China    | Aline Focken Deutschland         |
| 75 kg | Adeline Gray Vereinigte Staaten     | Zhou Qian Volksrepublik China    | Wassilissa Marsaljuk Belarus     |
| 75 kg | Adeline Gray Vereinigte Staaten     | Zhou Qian Volksrepublik China    | Epp Mäe Estland                  |

## Teilnehmende Nationen
898 Teilnehmer aus 97 Nationen teilgenommen.:
- Afghanistan (8)
- Albanien (3)
- Algerien (2)
- Argentinien (2)
- Armenien (15)
- Amerikanisch-Samoa (6)
- Australien (3)
- Österreich (13)
- Aserbaidschan (24)
- Belarus (24)
- Bolivien (1)
- Brasilien (17)
- Bulgarien (22)
- Kanada (18)
- Tschad (7)
- Chile (5)
- Volksrepublik China (24)
- Kamerun (3)
- Kolumbien (13)
- Costa Rica (1)
- Kroatien (6)
- Kuba (11)
- Tschechien (10)
- Dänemark (3)
- Ecuador (7)
- Ägypten (14)
- El Salvador (1)
- Spanien (9)
- Estland (6)
- Finnland (8)
- Frankreich (7)
- Vereinigtes Königreich (1)
- Georgien (16)
- Deutschland (20)
- Griechenland (9)
- Guatemala (3)
- Guam (2)
- Haiti (1)
- Honduras (3)
- Ungarn (21)
- Indien (24)
- Iran (16)
- Irland (1)
- Irak (11)
- Israel (7)
- Italien (12)
- Japan (24)
- Kasachstan (24)
- Kirgisistan (17)
- Südkorea (22)
- Kosovo (2)
- Lettland (4)
- Litauen (8)
- Marokko (7)
- Moldau (16)
- Mexiko (14)
- Mongolei (16)
- Marshallinseln (3)
- Nordmazedonien (5)
- Monaco (3)
- Namibia (4)
- Niederlande (1)
- Nigeria (2)
- Norwegen (6)
- Nauru (2)
- Neuseeland (1)
- Pakistan (1)
- Panama (1)
- Nordkorea (2)
- Peru (4)
- Palästina (1)
- Palau (3)
- Polen (16)
- Portugal (5)
- Nordkorea (7)
- Puerto Rico (11)
- Rumänien (12)
- Südafrika (5)
- Russland (24)
- Senegal (2)
- Sierra Leone (4)
- Slowenien (2)
- Serbien (7)
- Sri Lanka (4)
- Schweiz (7)
- Slowakei (8)
- Schweden (11)
- Chinesisch Taipeh (3)
- Trinidad und Tobago (1)
- Tunesien (1)
- Türkei (24)
- Vereinigte Arabische Emirate (1)
- Ukraine (24)
- Vereinigte Staaten (24)
- Usbekistan (15)
- Venezuela (18)
- Vietnam (5)